# Call to Arms (album Saxon)
Call to Arms – dwudziesty album studyjny heavymetalowego zespołu Saxon wydany 3 czerwca 2011 roku przez wytwórnię UDR Music.

## Lista utworów
1. „Hammer of the Gods” – 4:23
2. „Back in 79” – 3:28
3. „Surviving Against the Odds” – 3:01
4. „Mists of Avalon” – 5:02
5. „Call to Arms” – 4:29
6. „Chasing the Bullet” – 4:14
7. „Afterburner” – 3:06
8. „When Doomsday Comes (Hybrid Theory)” – 4:29
9. „No Rest for the Wicked” – 3:09
10. „Ballad of the Working Man” – 3:48
11. „Call to Arms - Orchestral Version” – 4:28

## Twórcy
| Saxon w składzie - Biff Byford – wokal, producent, koncept okładki - Doug Scarratt – gitara - Paul Quinn – gitara - Nibbs Carter – gitara basowa - Nigel Glockler – perkusja Gościnnie - Don Airey – Keyboard solo (8), instrumenty klawiszowe (4) - Matthias „Matz” Ulmer – orkiestracje (5) | Personel - Toby Jepson – producent - Ewan Davies – inżynier dźwięku - Charlie Bauerfeind – inżynier dźwięku - Nathan Sage – inżynier dźwięku - Sam Harper – inżynier dźwięku (asystent) - Jerome van den Berghe – inżynier dźwięku (asystent) - Joe Pickering – inżynier dźwięku (asystent) - Mike Plotnikoff – miksowanie - Ted Jensen – mastering - Kai Swillus – tył okładki, zdjęcia |